# Mark Cardinal
Pour les articles homonymes, voir Cardinal.
Mark Cardinal, né le 5 mai 1961 à Victoria (Canada), est un joueur international canadien de rugby à XV, évoluant au poste de talonneur.

## Statistiques en équipe nationale
Mark Cardinal a connu 35 sélections internationales en équipe du Canada, il fait ses débuts le 8 novembre 1986 contre les États-Unis. Sa dernière apparition a lieu le 14 octobre 1999 contre la Namibie. Il marque trois essais pour 14 points durant cette période.
- Nombre de sélections par année : 1 en 1985, 1 en 1986, 1 en 1988, 1 en 1989, 2 en 1990, 5 en 1991, 2 en 1992, 5 en 1994, 7 en 1995
- Participation à la Coupe du monde 1987 (2 matchs disputés, 2 comme titulaire), 1995 (2 matchs disputés, 2 comme titulaire), 1999 (3 matchs disputés, 3 comme titulaire).